# Sablia nervosa
Sablia nervosa là một loài bướm đêm trong họ Noctuidae.